# Decatur (Schiff, 1956)
Die USS Decatur (DD-936) (später DDG-31) war ein Zerstörer der Forrest-Sherman-Klasse der United States Navy. Sie wurde benannt nach Kommodore Stephen Decatur. Durch intensive Umbaumaßnahmen Mitte der 1960er-Jahre wurde sie zum Typschiff der Decatur-Klasse.

## Geschichte

### Bau und Indienststellung
Als sechstes Schiff der Klasse wurde die Decatur am 13. September 1954 bei Bethlehem Steel in Quincy, Massachusetts, auf Kiel gelegt. Der Stapellauf fand am 15. Dezember 1955 statt, getauft wurde das Schiff von Mrs. W. A. Pierce und Mrs. D. J. Armsden, Nachfahren des Kommodore Decatur. Die Indienststellung bei der Navy erfolgte am 7. Dezember 1956.

### Dienstzeit
Die ersten Jahre verbrachte die Decatur im Atlantik und in der Karibik, ab 1958 operierte sie mit der 6. Flotte im Mittelmeer. 1961 operierte sie während des unbemannten Raumflugs von Mercury-Atlas 4 im Atlantik als Bergungsschiff und nahm im Herbst 1962 an der Seeblockade Kubas teil. Am 6. Mai 1964 kollidierte die Decatur infolge eines Steuerschadens mit dem Flugzeugträger Lake Champlain und wurde an den Aufbauten schwer beschädigt. Die Schäden wurden nicht repariert, da das Schiff für eine umfangreiche Modernisierung vorgesehen war, die im Juni 1965 begann.

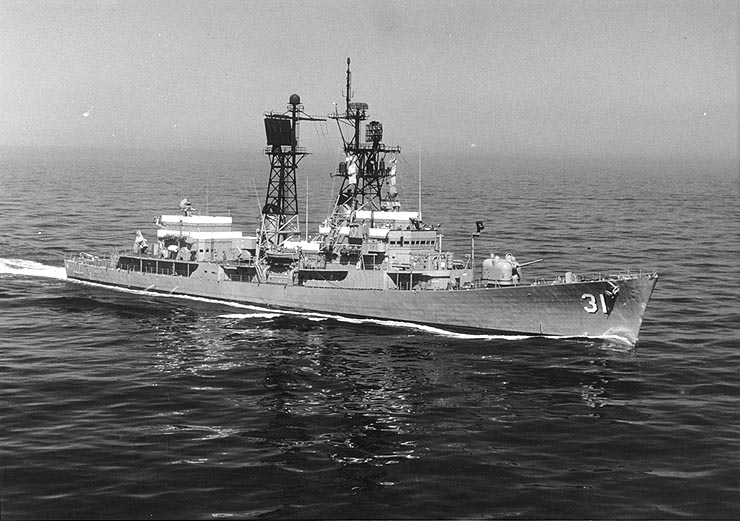
Decatur nach dem Umbau

Die Umbauten erfolgten im Boston Naval Shipyard, Massachusetts. Der Zerstörer erhielt einen Starter für Flugabwehrraketen und einen ASROC-Werfer anstelle der beiden hinteren Geschütze. Als Lenkwaffenzerstörer DDG-31 wurde sie 1967 wieder in den aktiven Dienst aufgenommen und der Pazifikflotte zugeteilt. In den folgenden Jahren operierte sie mehrfach im Westpazifik mit der 7. Flotte und nahm auch während des Vietnamkriegs an Operationen vor der vietnamesischen Küste teil. Ende der 1970er-Jahre  war sie dann im Indischen Ozean eingesetzt, als sich die Lage im Nahen Osten verschlechterte. 1983 wurde das Schiff außer Dienst gestellt und der pazifischen Reserveflotte zugeteilt.

### Verbleib
Die Decatur wurde 1988 aus dem Schiffsregister gestrichen, machte dennoch weiter Karriere in der Navy. Bis 2004 diente sie als Testschiff für Selbstverteidigungssysteme, bis sie von der Paul F. Foster abgelöst wurde. Der Zerstörer wurde am 22. Juli 2004 im Pazifik während einer Übung als Zielschiff versenkt.